# Allograpta limbata
Allograpta limbata är en tvåvingeart som först beskrevs av Fabricius 1805.  Allograpta limbata ingår i släktet Allograpta och familjen blomflugor. Inga underarter finns listade i Catalogue of Life.